# Campeonato Mundial de Rugby M19 División C de 1998
El Campeonato Mundial de Rugby M19 División C de 1998 se disputó en Francia y fue la quinta edición del torneo en categoría M19.

## Resultados

### Cuartos de final
| 7 de abril | Ucrania | 25 - 11 | Croacia |  |  |

| 7 de abril | Costa de Marfil | 51 - 3 | Bulgaria |  |  |

| 7 de abril | Brasil | 20 - 5 | Andorra |  |  |

| 7 de abril | Taiwán | 15 - 6 | Suecia |  |  |

### Semifinal 5° al 8° puesto
| 10 de abril | Croacia | 67 - 6 | Bulgaria |  |  |

| 10 de abril | Andorra | 15 - 10 | Suecia |  |  |

### Semifinales Campeonato
| 10 de abril | Ucrania | 27 - 5 | Costa de Marfil |  |  |

| 10 de abril | Brasil | 0 - 13 | Taiwán |  |  |

### Séptimo puesto
| 12 de abril | Suecia | 36 - 15 | Bulgaria |  |  |

### Quinto puesto
| 12 de abril | Croacia | 62 - 0 | Andorra |  |  |

### Tercer puesto
| 12 de abril | Costa de Marfil | 55 - 3 | Brasil |  |  |

### Final
| 12 de abril | Ucrania | 20 - 15 | Taiwán |  |  |

| Bandera de Ucrania |
| Campeón Ucrania    |
| Primer título      |